# Spaccato (singolo)
Spaccato è un singolo del DJ producer italiano Don Joe e dei cantanti Madame e Dani Faiv, pubblicato il 14 maggio 2020.

## Tracce
Testi di Francesca Calearo, Daniele Ceccaroni, musiche di Luigi Florio.
1. Spaccato – 3:03

## Classifiche
| Classifica (2020) | Posizione massima |
| ----------------- | ----------------- |
| Italia            | 38                |